# Gheorghe Tătărescu
Gheorghe Tătărescu (ur. 21 grudnia 1886 w Târgu Jiu, zm. 28 marca 1957 w Bukareszcie) – rumuński polityk, dwukrotny premier Rumunii (1934–1937 i 1939–1940).

## Życiorys
Liberał, minister przemysłu i handlu w rządach Iona Duki i Constantina Anghelescu (1933–1934). 3 stycznia 1934 objął stanowisko premiera. Stał na czele rządu do 28 grudnia 1937. Jednocześnie pełnił liczne funkcje ministerialne (minister przemysłu i handlu 5 stycznia - 30 stycznia 1934; minister obrony narodowej 31 maja - 27 lipca 1934; minister armii 27 lipca 1934 - 23 lutego 1937; minister spraw wewnętrznych 23 lutego 1937 - 14 listopada 1937; p.o. ministra sił powietrznych i marynarki 3 - 7 stycznia 1937). 10 lutego 1938 jako minister stanu wszedł do rządu utworzonego przez patriarchę Mirona. Odpowiadał w nim również za sprawy zagraniczne (jako p.o.). Został zdymisjonowany 30 marca tego samego roku. 
Ponownie został premierem 24 listopada 1939 (był nim do 3 lipca 1940). Przejął też wówczas tymczasowy zarząd nad ministerstwem spraw wewnętrznych (do 30 listopada 1939). Jego gabinet zezwolił na wyjazd z Rumunii internowanemu dotąd prezydentowi Ignacemu Mościckiemu. Zdecydował też o dalszym utrzymywaniu z Polską stosunków dyplomatycznych (ambasada RP w Bukareszcie pozostawała otwarta do 4 listopada 1940). Opowiadał się za przyjęciem arbitrażu wiedeńskiego. Przystąpił, wraz ze swoją Partią Liberalną, do Patriotycznego Frontu Antyfaszystowskiego występującemu przeciwko dyktaturze Iona Antonescu. 31 stycznia 1945 ogłosił przyłączenie się związanego z nim środowiska politycznego do lewicowego Frontu Narodowo-Demokratycznego (FND). W powołanym 6 marca 1945 rządzie Petru Grozy pełnił funkcję ministra spraw zagranicznych (do 1947) i wicepremiera. Uczestniczył w pierwszej wizycie Grozy w ZSRR. Przewodniczył delegacji rumuńskiej na konferencji pokojowej w Paryżu w 1946. Referując stanowisko rządu wykazywał, że Rumunia przystąpiła do wojny z III Rzeszą 24 sierpnia 1944, nie zaś 12 września 1944, po podpisaniu rozejmu ze Związkiem Radzieckim. Podniósł również kwestię liczebności rumuńskich sił zbrojnych oraz rumuńskiego uczestnictwa w wojnie z Węgrami. Przewodniczył też delegacji, która ze strony rumuńskiej złożyła podpisy pod paryskim traktatem pokojowym (10 lutego 1947). Zwolennik uczestnictwa Rumunii w planie Marshalla, sceptycznie podchodził do radykalnej polityki gospodarczej forsowanej przez komunistów. Po pokazowym procesie Iuliu Maniu i Iona Mihalache został odwołany.